# Summe aller natürlichen Zahlen
Die Summe aller natürlichen Zahlen {\displaystyle 1+2+3+4+\dots } ist eine Reihe, deren Summanden aus den aufsteigenden natürlichen Zahlen besteht. Da jeder Summand die Partialsumme vergrößert und die unendliche Summe keine obere Schranke besitzt, hat sie keinen Grenzwert. Sie nähert sich also keiner bestimmten reellen Zahl an, sondern geht gegen positiv unendlich, also gilt
{\displaystyle 1+2+3+4+\dots =\infty .}

## Endliche Summe aller natürlichen Zahlen

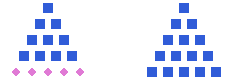
Links hat das Dreieck Kugeln. Fügt man weitere hinzu, erhält man das Dreieck rechts.

Für jedes {\displaystyle n\in \mathbb {N} } ist die Partialsumme, also die endliche Summe von {\displaystyle 1} bis {\displaystyle n}, eine arithmetische Reihe und man kann sie als figurierte Zahl betrachten. Ordnet man die einzelnen Summanden untereinander an, erkennt man recht gut, dass sich ein Dreieck bildet, weshalb die endlichen Summen von {\displaystyle 1} bis {\displaystyle n} auch als Dreieckszahlen bezeichnet werden. Nach der Gaußschen Summenformel ergibt sich die Rechenformel
{\displaystyle 1+2+3+4+\dots +n={\frac {n\cdot (n+1)}{2}}.}
Da die Folge der Partialsummen monoton wächst und nicht nach oben beschränkt ist, divergiert die Reihe nach dem Monotoniekriterium. In dem Sinne hat die Summe aller natürlichen Zahlen keinen Grenzwert.

## Summation
Obwohl die Reihe nach dem normalen Grenzwertbegriff nicht konvergiert und auch gängige alternative Summationsverfahren wie die Cesàro-Summation oder Abel-Summation versagen, wurden und werden verschiedene Werte der Summe aller natürlichen Zahlen zugewiesen. Als einer der häufigsten Werte wird {\displaystyle -1/12} genannt. Neben der intrinsischen Motivation, der Reihe eine sinnvolle Kennzahl zuweisen zu wollen, finden solche Summationen Anwendung in der Physik, entstehen durch Rechenfehler oder werden als wissenschaftlicher Witz kommuniziert.

### Heuristische Summation nach Ramanujan

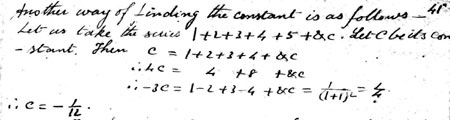
Die letzten Schritte der Herleitung aus seinem Notizbuch

Vom indischen Mathematiker Srinivasa Ramanujan sind mehrere mögliche Berechnungsmethoden überliefert. Einer der bekanntesten Rechenversuche findet sich in seinem ersten Notizbuch.
Die Summe kürzte er mit {\displaystyle c} ab und rechnete wie folgt:
{\displaystyle {\begin{alignedat}{7}c={}&&1+2&&{}+3+4&&{}+5+6+\cdots \\4c={}&&4&&{}+8&&{}+12+\cdots \\c-4c={}&&1-2&&{}+3-4&&{}+5-6+\cdots \end{alignedat}}}
Dann nutzte er die Potenzreihendarstellung
{\displaystyle {\frac {1}{(1+x)^{2}}}=1-2x+3x^{2}-4x^{3}+\dots }
aus. Der rechte Term hierbei ist, wenn man {\displaystyle x=1} setzt, unser {\displaystyle -3c}, also erhalten wir {\displaystyle 1/4=-3c}, d. h.
{\displaystyle c=-{\frac {1}{12}}.}
Nachweislich war das ein Resultat, welches er, damals noch als Angestellter in Madras, an G. H. Hardy sandte.
Ramanujans Herleitung ist vielfach rezipiert und (in Variationen) in populärwissenschaftlichen Artikeln und Werken dargestellt worden. Diese Rechnung funktioniert aber nicht, da sie von Anfang an die Existenz und Wohldefiniertheit des {\displaystyle c} voraussetzt (ex falso quodlibet). Selbst wenn man aber von einem wohldefinierten {\displaystyle c} ausgeht, ist die Herleitung an zwei Stellen inkorrekt: Einerseits kann man diese Reihendarstellung für  {\displaystyle -3c} nicht einfach so herleiten, da die Rechengesetze im Unendlichen im Allgemeinen nicht mehr gelten. Andererseits kann man in die obige Potenzreihe {\displaystyle x=1} nicht setzen, da sich diese Zahl außerhalb des Konvergenzradius für die Potenzreihe befindet.

### Zeta-Funktion
Die Riemannsche Zeta-Funktion lässt sich für komplexe Zahlen {\displaystyle s}, deren Realteil größer als {\displaystyle 1} ist, durch die spezielle Dirichlet-Reihe definieren:
{\displaystyle \zeta (s):=\sum _{n=1}^{\infty }{\frac {1}{n^{s}}}=1+{\frac {1}{2^{s}}}+{\frac {1}{3^{s}}}+{\frac {1}{4^{s}}}+{\frac {1}{5^{s}}}+{\frac {1}{6^{s}}}+{\frac {1}{7^{s}}}+\dotsb ,\,\,\,\,\,\,\,\,\,n^{s}:=\exp(s\log(n)).}
Für Zahlen mit einem Realteil kleiner als {\displaystyle 1} ergibt die Darstellung nicht mehr unbedingt Sinn. Zum Beispiel wäre
{\displaystyle \zeta (-1)={\frac {1}{1^{-1}}}+{\frac {1}{2^{-1}}}+{\frac {1}{3^{-1}}}+{\frac {1}{4^{-1}}}+\dotsb =1+2+3+4+\dotsb ,}
was nach der Ausführung darüber bestimmt divergiert. Mittels analytischer Fortsetzung lässt sich die Funktion holomorph auf {\displaystyle \mathbb {C} \setminus \{1\}} erweitern. So kann man dem Term {\displaystyle \zeta (-1)} doch einen sinnvollen Wert zuweisen. Denn für nichtpositive ganze Werte gilt folgende Beziehung zu den Bernoulli-Zahlen
{\displaystyle \zeta (-z)=-{\frac {B_{z+1}}{z+1}},\quad z\geq 0.}
Daher folgt
{\displaystyle \zeta (-1)=-{\frac {1}{12}}.}
Der Reihe lässt sich in dem Sinne der Wert {\displaystyle -{\tfrac {1}{12}}} zuweisen. Dieses Vorgehen nennt man Zetafunktions-Regularisierung.

### Ramanujan-Summation
Von Ramanujan stammt noch eine zweite Berechnungsmethode, die er in seinem zweiten Brief an Hardy vorstellte:

„I was expecting a reply from you similar to the one which a Mathematics Professor at London wrote asking me to study carefully Bromwich's Infinite Series and not fall into the pitfalls of divergent series. … I told him that the sum of an infinite number of terms of the series: {\displaystyle 1+2+3+4+\dots =-1/12} under my theory. If I tell you this you will at once point out to me the lunatic asylum as my goal. I dilate on this simply to convince you that you will not be able to follow my methods of proof if I indicate the lines on which I proceed in a single letter.“

„Ich hatte eine Antwort von Ihnen erwartet, ähnlich derjenigen, die ein Mathematikprofessor in London schrieb und mich aufforderte, Bromwichs Infinite Series sorgfältig zu studieren und nicht in die Fallstricke der divergenten Reihen zu tappen. ... Ich erzählte ihm, dass  die Summe einer unendlichen Anzahl von Termen der Reihe: {\displaystyle 1+2+3+4+\dots } nach meiner Theorie gleich {\displaystyle -{\tfrac {1}{12}}} ist. Wenn ich Ihnen das erzähle, werden Sie mir sofort das Irrenhaus als mein Ziel vor Augen führen. Ich führe dies nur aus, um Sie davon zu überzeugen, dass Sie meine Beweisführung nicht nachvollziehen können, wenn ich meine Vorgehensweise in einem einzigen Brief aufzeige.“

Die Grundidee für die Ramanujan-Summation ist es, die Euler-Maclaurin-Formel für die Summenapproximation anzuwenden. Für eine Regelfunktion {\displaystyle f} betrachtet man die Reihe {\displaystyle \textstyle \sum _{k=1}^{\infty }f(k)} und setzt als Schätzung den Wert
{\displaystyle c=-{\frac {1}{2}}f(0)-\sum _{k=1}^{\infty }{\frac {B_{2k}}{(2k)!}}f^{(2k-1)}(0),}
Da in diesem Falle {\displaystyle f(x)=x} gilt, vereinfacht sich der Term zu
{\displaystyle c=-{\frac {1}{6}}\cdot {\frac {1}{2!}}=-{\frac {1}{12}}.}

## Rezeption
2014 lud der Kanal Numberphile, der sich mit Zahlen beschäftigt, ein Video hoch, welches die Herleitung {\displaystyle 1+2+3+4+\dots =-1/12} präsentierte. Stand 2024 erreichte dieses Video über neun Millionen Aufrufe. In der Folge wurden mehrere Folgevideos gedreht und das Thema erreichte breite mediale Resonanz.